# パリの秘密
『パリの秘密』（Les mystères de Paris）は、1962年のフランス映画。ウージェーヌ・シューによる同名小説を映画化した作品。出演はジャン・マレーなど。
日本では劇場未公開だが、テレビ放送が行われている。

## キャスト
※括弧内は日本語吹替（初回放送1971年9月20日『月曜ロードショー』）
- ロドルフ：ジャン・マレー（山内雅人）
- イレーヌ：ダニー・ロバン（武藤礼子）
- マリー：ジル・ハワース（杉山佳寿子）
- バロン：レイモン・ペルグラン（保科三良）
- パイプレット：ノエル・ロックヴェール

## スタッフ
- 監督：アンドレ・ユヌベル
- 脚本：ディエゴ・ファブリ、ピエール・フーコー、ジャン・アラン
- 原作：ウジェーヌ・シュー
- 製作：ポール・カデアック
- 撮影：マルセル・グリニョン、ジャン・トゥルニエ
- 美術：ジョージス・レヴィ
- 編集：ジャン・フェイト
- 音楽：ジャン・マリオン